# إنريكي فرنانديز برادو
إنريكي فرنانديز برادو (بالإسبانية: Enrique Fernández Prado)‏ هو شخصية أعمال إسباني، ولد في 30 يونيو 1940 في لانغريو في إسبانيا، وتوفي في 24 مارس 2018 في كانكون في المكسيك.